# Hiệp hội Sữa Việt Nam
Hiệp hội Sữa Việt Nam là tổ chức xã hội - nghề nghiệp của những người và doanh nghiệp, tổ chức làm việc trong lĩnh vực nghiên cứu sản xuất chế biến và kinh doanh sữa và sản phẩm sữa tại Việt Nam. Hiệp hội có tên giao dịch tiếng Anh là Vietnam Dairy Association, viết tắt là VDA..
Điều lệ Hiệp hội được Bộ Nội vụ phê duyệt tại Quyết định số 607/QĐ-BNV ngày 02 tháng 6 năm 2010 .
Văn phòng Hiệp hội đặt tại địa chỉ số 1B, Tầng 5, Tháp A, D2 Giảng Võ, quận Ba Đình, Hà Nội .

## Hoạt động
Sau quá trình chuẩn bị Bộ Nội vụ ra quyết định số 1611/QĐ-BNV ngày 25/11/2009 chính thức cho phép thành lập Hiệp hội sữa Việt Nam. Ngày 25/3/2010 tại thành phố Hồ Chí Minh Đại hội đại biểu toàn quốc lần thứ nhất được tổ chức và thành lập Hiệp hội .